# Rudolf Weber (Unternehmen)
Die Rudolf Weber Gebäudereinigung und Gebäudedienste GmbH & Co. KG ist ein Dienstleistungsunternehmen mit Hauptsitz in Essen. Hauptgeschäftsfeld ist die Gebäude- und Unterhaltsreinigung. Das Unternehmen wird seit dem 1. Juli 2002 in dritter Generation von Andreas Weber familiengeführt. Die Rudolf Weber Gebäudereinigung und Gebäudedienste GmbH & Co. KG  ist mit zwölf Niederlassungen in Nordrhein-Westfalen, Rheinland-Pfalz sowie in Teilen von Hessen und Niedersachsen tätig. Im Jahr 2023 erwirtschaftete das Unternehmen einen Umsatz von 80,03 Millionen Euro.

## Geschichte des Unternehmens
Rudolf Weber (1909–1974) gründete im Jahr 1934 die Einzelfirma „Rudolf Weber, Glas- und Gebäudereinigung“ in Erfurt. Am 26. Januar 1939 legte er seine Meisterprüfung im Gebäudereiniger-Handwerk in Halle (Saale) ab. Im Zweiten Weltkrieg musste Rudolf Weber als Soldat in den Kriegsdienst eintreten. Bis Kriegsende 1945 war er in russischer Kriegsgefangenschaft. In dieser Zeit führte seine Frau Margarete Weber das Unternehmen stellvertretend. Nach seiner Rückkehr übernahm der Firmengründer wieder die Leitung des Unternehmens.
Nach der Flucht aus der Deutschen Demokratischen Republik ließ sich Rudolf Weber mit seinem Betrieb in Essen nieder. Zwischen 1965 und 1969 entstanden in der Region drei weitere Niederlassungen in Wuppertal, Duisburg und Bochum. Im Januar 1974 starb Rudolf Weber in Essen. Sein Sohn, der Gebäudereiniger-Meister Rudolf Weber sen., übernahm die Leitung des Unternehmens in zweiter Generation. Am 1. Juli 2002 übergaben Rudolf Weber sen. und Peter Weber die Führung des Unternehmens an Andreas Weber in dritter Familiengeneration.
Unter der Leitung von Andreas Weber wuchs das Unternehmen weiter. Im Zuge der Expansion wurden die Unternehmen Jürgens Gebäudereinigungs-GmbH in Iserlohn im Jahr 2012 und das Unternehmen Scheppe Gebäudeservice GmbH in Daun im Jahr 2017 übernommen. Zudem wurden weitere Niederlassungen in Hofgeismar (2017), Leverkusen, Vechta (2018) sowie Bielefeld (2022) eröffnet.
Seit 1. Januar 2022 ist das Unternehmen Namenssponsor der Arena Oberhausen.

## Dienstleistungen
Hauptsächlich ist die Rudolf Weber Gebäudereinigung und Gebäudedienste GmbH & Co. KG in den Geschäftsbereichen der Glas- und Unterhaltsreinigung tätig.  Neben weiteren Reinigungsdienstleistungen bietet das Unternehmen auch eine Langzeitdesinfektion sowie einen Winterdienst zur Schneeräumung von Straßen und Gehwegen an seinen Standorten an.

## Tochtergesellschaften
Die Unternehmen Jürgens Gebäudereinigungs-GmbH in Iserlohn und Scheppe Gebäudeservice GmbH in Daun wurden von der Rudolf Weber Gebäudereinigung und Gebäudedienste GmbH & CO. KG erworben und waren zunächst als eigene Niederlassungen mit ihren jeweiligen Markennamen in den jeweiligen Regionen tätig. Seit 2022 tritt Rudolf Weber einheitlich unter einem Markennamen auf.